# Pruines
Pruines är en kommun i departementet Aveyron i regionen Occitanien i södra Frankrike. Kommunen ligger  i kantonen Marcillac-Vallon som ligger i arrondissementet Rodez. År 2022 hade Pruines 287 invånare.

## Befolkningsutveckling
Antalet invånare i kommunen Pruines
Referens: INSEE